# Dromaneen Castle
Dromaneen Castle (irisch: Caisleán an Dromainnín) ist die Ruine eines festen Hauses am Südufer des Munster Blackwater, etwa 5,3 km westlich von Mallow im irischen County Cork. Das um 1610 entstandene Haus gilt als National Monument.